# 科里季謝 (米羅諾夫卡區)
49°47′47″N 30°59′33″E / 49.79639°N 30.99250°E
科里蒂什切（烏克蘭語：Коритище）是位於烏克蘭北部的村莊，由基辅州奧布希夫區的米羅尼夫卡市鎮負責管轄。該村始建於1600年，面積15.9平方公里，海拔高度162米，2001年人口238，人口密度每平方公里15人。